# Micrambe longitarsis
Micrambe longitarsis is een keversoort uit de familie harige schimmelkevers (Cryptophagidae). De wetenschappelijke naam van de soort werd in 1900 gepubliceerd door J.Sahlberg.